# 西仙北町
西仙北町（にしせんぼくまち）は、秋田県の中央部に位置していた町である。2005年（平成17年）に周辺の市町村と合併して大仙市となった。

## 地理
- 山:土筆森山、諏訪山、明光沢岳、鬼壁岳
- 河川:雄物川、土買川、心像川（こころやりがわ）
- 湖沼:乙越沼、大佐沢沼

### 隣接していた自治体
- 大曲市
- 仙北郡：南外村、神岡町、中仙町、角館町、協和町
- 秋田市

## 歴史
- 1955年（昭和30年）3月1日 - 仙北郡刈和野町・土川村・大沢郷村・強首村の4町村が合併、西仙北町となる。
- 2005年（平成17年）3月22日 - 大曲市、仙北郡神岡町、中仙町、仙北町、太田町、協和町、南外村と合併し、大仙市となる。

## 教育

### 高等学校
- 秋田県立西仙北高等学校

### 中学校
- 大仙市立西仙北中学校

### 小学校
- 大仙市立西仙北小学校

## 交通

### 鉄道
- 東日本旅客鉄道（JR東日本）
  - 奥羽本線 - 刈和野駅

### 道路
- 高速自動車国道
  - 秋田自動車道 - 西仙北SA/IC（インターチェンジは市町村合併後にスマートインターチェンジに変更）
- 一般国道
  - 国道13号

## 名所・旧跡・観光
- 雄清水・雌清水
- 三本杉の清水
- 心像市道の窯跡（県指定史跡）
- 強首温泉郷
- 出羽グリーン化石保存館
- 刈和野の大綱引き（国の重要無形民俗文化財）
- しょびこ打ち
- 椒沢番楽
- 亀田街道まつり
- 御台まつり
- ふるさと西仙まつり
- ぬくもり温泉ユメリア
- 大綱交流館
- 刈和野駅
- 大佐沢公園
- バッコスギ（末娘杉）（土川字心像）（旧西仙北町指定天然記念物→大仙市指定文化財）

## 出身有名人
- 田村彰啓 (元プロ野球選手)
- 柳葉敏郎（俳優）
- 渡辺浩稔 (柔道家)
- 佐々木千紘（バレーボール選手）
- 本間紗斗（元バスケットボール選手）ウィンターカップ優勝後・法政大学・八戸学院大学バスケットボール部ヘッドコーチ